# Ocean Biogeographic Information System
Ocean Biogeographic Information System oder kurz OBIS ist ein internationales, webbasiertes Datenbanksystem, das Daten über maritimes Leben sammelt und sie für jeden im Internet verfügbar  macht. Entstanden ist die Datenbank im Rahmen des Projekts Census of Marine Life (Laufzeit 2000–2010) und war dort die vierte Komponente. Im Juni 2009 wurde die Datenbank von den Mitgliedsstaaten der Intergovernmental Oceanographic Commission (IOC-UNESCO) in das IODE-Programm übernommen. Beteiligt sind 500 Institutionen aus 56 Ländern.
Das OBIS-Sekretariat befand sich zunächst an der Rutgers University in New Brunswick. Für die Europäischen Meere war das Vlaams Instituut voor de Zee, Oostende zuständig, das später die Gesamtbetreuung übernahm.
Ziele von OBIS sind des Weiteren:
- Taxonomische und geographische Daten des marinen Lebens und der marinen Umwelt darzustellen;
- Querverbindungen zu anderen Datenbanken herzustellen;
- Software-Tools für die Erhebung und Analyse von Daten zu entwickeln und bereitzustellen.